# El húsar de la Muerte
El húsar de la Muerte è un film del 1925, diretto da Pedro Sienna.

## Trama
Nel 1814, il capitano dell'esercito spagnolo Vincente San Bruno festeggia, a casa del realista marchese di Aguirre, la sconfitta dei patrioti nella battaglia di Rancagua, in quello che diventerà di lì a pochi anni il Cile indipendente. Ma i patrioti non si scoraggiano: le loro forze, numericamente inferiori, vengono riorganizzate da Manuel Rodríguez, mentre, di ritorno da un abboccamento nel quartier generale di Mendoza con uno dei futuri liberatori del paese, José de San Martín, sorprende e ha la meglio su alcuni soldati del reggimento spagnolo Talavera, suscitando però in tal modo l'apprensione dei realisti.
Manuel Rodríguez, i cui connotati rimangono incerti per gli spagnoli a causa dei suoi continui travestimenti, organizza azioni di guerriglia contro gli occupanti, e, nel suo aggirarsi in incognito fra la popolazione, rimane colpito dalla bellezza di Carmen de Aguirre, figlia del marchese, che pare ricambiare l'ammirazione. Intanto, esasperato dalle continue provocazioni spagnole, un ragazzo, detto "El huacho pelao", sul limitare fra l'infanzia e la giovinezza, ed orgoglioso di possedere una tromba sottratta alla banda musicale spagnola, vorrebbe unirsi agli indipendentisti. Per quanto inizialmente scartato a causa proprio della sua giovane età, sarà proprio "El huacho pelao", penetrato con Rodríguez nel palazzo del governatore spagnolo Francisco Marcó del Pont, a sottrargli degli importanti documenti, che poi consegna a Manuel.
Questo ulteriore affronto ai realisti da parte di Rodríguez fa sì che gli spagnoli indìcano una remunerativa taglia per chi portasse loro il patriota, vivo o morto. È a questa seconda alternativa che inizialmente un compagno di Manuel, allettato dal denaro, si attiene: ma viene sorpreso da Rodríguez nell'atto di avventarglisi contro armato di coltello, e viene impiccato per tradimento dai patrioti. Il traditore tuttavia aveva già indicato agli spagnoli le successive mosse di Manuel, per cui non risulta loro difficile trovarlo e combatterlo apertamente.
Manuel, ferito, viene ricoverato proprio a casa di Carmen de Aguirre, il cui anziano padre era da poco morto, e che lo accudisce ignorandone la vera identità. Quando la apprende, rivelatale da un soldato spagnolo - che Manuel, ripresosi, affronta e costringe alla fuga - Carmen si guarda bene dal tradire Manuel, anzi, per amore, contrariamente alla tradizione famigliare, ne sposa la causa. Manuel intanto, impossibilitato ad uscire dal maniero degli Aguirre a causa della numerosa guardia spagnola all'esterno, riesce a comunicare con "El huacho pelao", che escogita l'ingegnoso espediente di mandargli messaggi attraverso un aquilone. Le risposte di Manuel Rodríguez, una volta mostrate dal ragazzo, analfabeta, ad un compagno di causa, serviranno a dirigere la lotta indipendentista.
Con un altro espediente, quello di mettere assieme un pupazzo che, fatto uscire a cavallo, riesce a distogliere gli spagnoli di guardia, Manuel riesce finalmente a fuggire, e si reca da San Martín con i documenti del governatore, che aveva serbato con sé durante la convalescenza. In seguito si vengono a sapere notizie contrastanti: dalla vittoria (indipendentista) di Chacabuco, del 1817, dovuta proprio alle informazioni che San Martín aveva ottenuto da Rodríguez, al disastro di Cancha Rayada del 1818; ed, infine, alla morte di Manuel Rodríguez, ad indipendenza ormai da poco guadagnata. "El huacho pelao", con un gruppo di amici e compagni di Manuel, ne ritrovano il cadavere e gli danno sepoltura.

## Produzione

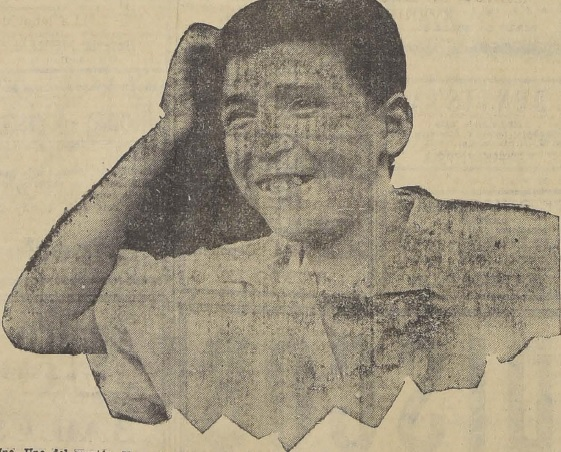
Guillermo Barrientos nella parte di «el huacho pelao»

Secondo Pedro Sienna le condizioni alle quali fui girata la pellicola furono a dir poco precarie. I luoghi di ripresa "non consentivano di costruire neppure l'angolo di un cortile, una tettoia, o un'antica scuderia". Gran parte delle scene furono girate utilizzando l'illuminazione solare, la cui intensità era regolata mediante un lenzuolo.

## Restauro
Nel 1958 il documentarista cileno Sergio Bravo acquisì diverse bobine di vecchie pellicole, fra le quali El húsar de la muerte. Quattro anni più tardi iniziò il processo di restaurazione del film, dietro finanziamento del Centro de Cine Experimental dell'Università del Cile. Nel 1964 venne aggiunta una colonna sonora ad opera di Sergio Ortega.
Successivamente, nel 1995, la divisione culturale del Ministero cileno dell'Educazione sottopose la pellicola ad un ulteriore restauro. L'operazione, attuata su una copia in nitrato di cellulosa custodita nella cineteca dell'Università del Cile, richiese un anno di lavoro. La restaurazione fu corredata da una nuova colonna sonora composta da Horacio Salinas ed interpretata dagli Inti-Illimani. Grazie a questi due interventi di restauro El húsar de la muerte è l'unica pellicola muta cilena a poter essere vista integralmente anche al giorno d'oggi.
Il film fu dichiarato Monumento storico cileno con il decreto N° 742 del 13 luglio 1998, unica pellicola cilena ad essere assurta a tale rango.

## Accoglienza

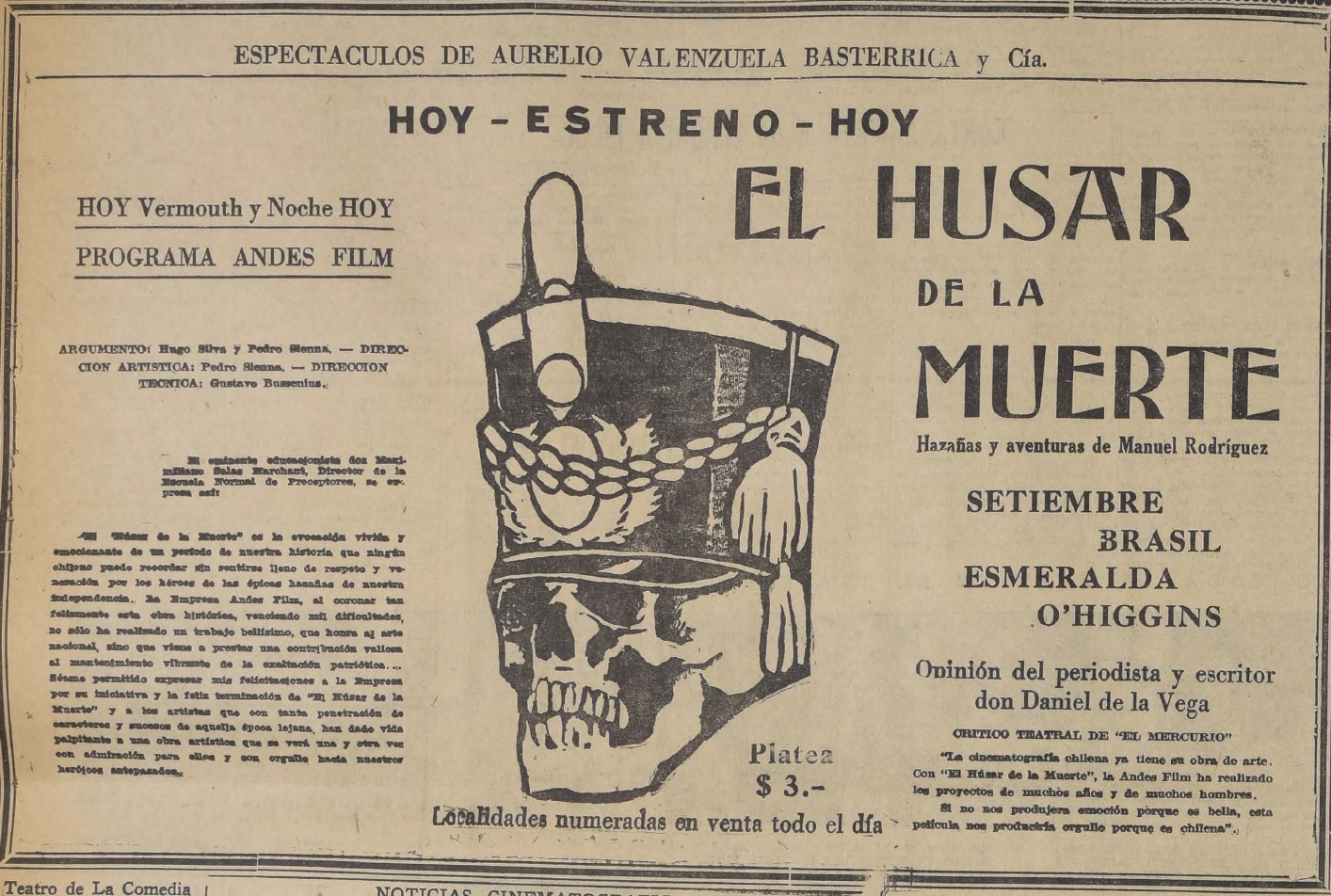
Pubblicità in occasione dell'uscita del film (dal quotidiano La Nación del 24 novembre 1925).

El húsar de la muerte ricevette un'accoglienza positiva da parte della critica cinematografica cilena coeva.
Sul periodico El Diario Ilustrado si legge: "Le sue semplici e nitide scene lasciano la gradevole impressione di stare vivendo in quell'epoca di imprese gloriose, nelle quali ci si sente trasportati dall'incanto e la precisione sia della trama che della corretta interpretazione attoriale".
Per il quotidiano El Mercurio " Pedro Sienna, l'abile direttore artistico della Andes Film, dà una perfetta caratterizzazione del guerrigliero, così come il competente ed attivo direttore della fotografia, Gustavo Bussenius, completa il lavoro com la precisione dei dettagli e la corretta resa filmica della maggiore e migliore pellicola cilena".
Secondo il critico della rivista Zig-Zag, il film non è avaro di "concessioni al gusto della platea, che delira di entusiasmo in alcuni passaggi; tuttavia appare, ad un esame spassionato, costruito con vigile intelligenza e ben sviluppato".
Il film fu parimenti un successo di botteghino: nei primi mesi di proiezione fu visionato da più di centomila spettatori.

## Influenza culturale/Altri media
Nel 2000 la compagnia teatrale cilena La Patogallina diede la prima rappresentazione dell'allestimento El húsar de la muerte, un espectáculo basado en las hazañas de Manuel Rodríguez ("spettacolo basato sulle imprese di Manuel Rodríguez"), ispirato non solo alla tematica della pellicola, ma anche alla sua estetica, al bianco e nero filmico, e con tratti espressionistici.